# ミンストレル
ミンストレル（英: minstrel）は、中世ヨーロッパにおいて宮廷に仕えた職業芸人たちのことを指す。また現代においては、ジョングルールとともに吟遊詩人を表す言葉として使われることも多い。
フランス語では、メネストレル（ménestrel）と言い、ラテン語の「召使い」「奴隷」を意味するミニステリアリス（ministerialis）に由来するとされる。しばしばジョングルールと混同して使用されるが、大方は宮廷等に仕える身分になったジョングルールと解釈されている。彼らは雇い主の宮廷に所属して、祝宴だけでなく日々の食事時の余興などに芸（多くは音楽であった）を披露して座を盛り上げる存在であった。
また非常に芸に優れていたために人気が高かったジョングルールの中には、ミンストレルへの宮廷からの誘いを断った者も多くいたらしく、それを自慢げに歌っている詩も残されている。